# مرغاليون
مرغاليون (بالمرغاليونية: მარგალი، وبالجورجية: მეგრელები)، هم مجموعة عرقية فرعية من الجورجيين متحدثة بالكارتفيلية ويتواجدون في منطقة مينغريليا في جورجيا وتتواجد أعداد منهم في أبخازيا وتبيليسي ويبلغ عددهم في العالم 400 ألف نسمة تقريباً، ويتكلمون باللغة المرغاليونية ويعتنق أغلبهم المسيحية بمذهبها الشرقي الأرذثوكسي.
يتحدث المرغاليون اللغة المرغاليونية، ومعظمهم يتقن لغتهم الأصلية واللغة الجورجية. وتنتمي كلا هاتين اللغتين إلى عائلة اللغات كارتفيلية.